# Paul Hippolyte de Beauvilliers
Paul-Hippolyte de Beauvilliers (Versailles, 26 dicembre 1712 – Parigi, 5 dicembre 1788) è stato un ammiraglio francese, comandante della Flotta di Ponente dal 1781 al 1788.

## Biografia
Nacque a Versailles il 26 dicembre 1712, figlio di 
Paul Hippolyte Duca di Saint-Aignan e di Marie-Anne de Montlezun
Entrò nella Marine royale con il grado di guardia dello stendardo reale delle galee il 4 ottobre 1728.  Nel 1729 accompagnò suo padre a Roma quando questi fu nominato Ambasciatore. Nel 1731 navigò lungo le coste dell'Italia a bordo della galea La Fortune.  Promosso alfiere nel 1733, partecipò alla campagna navale al largo del Marocco nel 1737, alle Antille nel 1740, e lungo le coste della Spagna all'inizio della guerra di successione austriaca. Promosso tenente di vascello nel 1741, divenne capitano di vascello nel 1746, quando fu nominato capitano del vascello da 64 cannoni Le Lion.
Nel corso della guerra dei sette anni partecipò alla battaglia di Minorca il 20 maggio 1756 al largo di Port-Mahon (attuale Minorca) e alla battaglia di Lagos (17-19 agosto 1759), nel corso del quale il vascello da 74 cannoni al suo comando, il Le Redoutable andò perso per incendio.
Nominato chef d'escadre, il 1 ottobre 1764, e tenente generale delle armate navali il 24 settembre 1769, fu fatto Commendatore dell'Ordine reale e militare di San Luigi il 18 agosto 1772.
Il 22 gennaio 1773 fu nominato comandante della marina a Tolone, e fu promosso al grado di viceammiraglio di Francia comandante della Flotta di Ponente il 17 novembre 1781. Nel 1788 fu sostituito nell'incarico da Pierre Antoine de Raymondis d'Éoux e si trasferì a Parigi, dove decedette il 5 dicembre dello stesso anno.  Sposato con Adélaïde Louise Valboy de Metz de Ferrières, la coppia non ebbe figli.

### Annotazioni
1. ↑  Diplomatico e militare, Ambasciatore del Regno di Francia a Madrid e a Roma, membro dell'Accademia di Francia dal 1726. Fu comandante della marina a Tolone e a Marsiglia.
2. ↑  Figlia unica di Jean Baptiste-Francois de Montlezun, marchese di Besmaux, maestro di Cavalleria e prima cornetta del Cavalleggeri della Guardia e di Marguerite-Geneviève Colbert de Villacerf.

### Fonti
1. 1 2 3 4 5 6 7 8 9  Three Decks.
2. 1 2  Vergé-Franceschi 1990, p. 2352.
3. ↑  Vergé-Franceschi 1990, p. 2394.